# مقاطعة سربيشه
مقاطعة سربيشه (بالفارسية: شهرستان سربیشه) هي مقاطعة في محافظة خراسان الجنوبية في إيران. عاصمة المقاطعة هي سربيشه . في تعداد عام 2006، بلغ عدد سكان المقاطعة 379191 نسمة. يوجد في المقاطعة مدينتان هما سربيشه ومود.